# Next in Fashion
Next in Fashion è un talent show statunitense a tema moda distribuito da Netflix in cui designer di tutto il mondo competono per vincere $ 200.000 e debuttare con una collezione sul sito di vendita di moda di lusso Net-a-Porter.
La prima stagione è stata pubblicata il 29 gennaio 2020, la seconda il 3 marzo 2023.

## Format
I concorrenti vengono mostrati in un moderno magazzino che funge sia da laboratorio che, nei giorni di sfilata, da passerella completo di area per postazioni di trucco e capelli. I concorrenti hanno a disposizione un'ampia fornitura di tessuti e accessori adatti a ogni sfida, e i produttori ricevonoo qualsiasi articolo necessario al di fuori delle forniture in dotazione.
Alexa Chung nella prima edizione del 2020, Gigi Hadid a partire dalla seconda nel 2023, e Tan France fungono sia da conduttori che da giudici, con due o tre giudici in più per ogni sfida. In ogni episodio viene rivelato il tema e presentato il giudice ospite, poi i concorrenti occupano ciascuno un grande tavolo da lavoro e preparano tessuti e rifornimenti. La maggior parte dello spettacolo pre-sfilata è una panoramica del processo di progettazione e costruzione dei concorrenti, in genere nell'arco di due giorni lavorativi.
La passerella, i pavimenti e pareti sono completamente digitalizzati. Durante la passerella vengono evidenziati i commenti dei giudici, che dopo la sfilata esaminano ogni capo, ispezionano il lavoro e fanno domande al designer di turno. Dopo le deliberazioni dei giudici, vengono rivelati sia il vincitore che gli ultimi due classificati; dopo ulteriori discussioni, uno o più designer viene eliminato dalla competizione.

## Edizioni
| Edizione | Episodi | Pubblicazione |
| -------- | ------- | ------------- |
| 1ª       | 10      | 2020          |
| 2ª       | 10      | 2023          |